# Gallo-italique de Basilicate
 (décembre 2023).
Si vous disposez d'ouvrages ou d'articles de référence ou si vous connaissez des sites web de qualité traitant du thème abordé ici, merci de compléter l'article en donnant les références utiles à sa vérifiabilité et en les liant à la section « Notes et références ».
Les parlers gallo-italiques de Basilicate (en italien : gallo-italico di Basilicata ; parfois dénommés gallo-italiens de Basilicate) sont des dialectes parlés en Basilicate, dans la province de Potenza et dans la province de Salerne voisine en Campanie, appartenant au groupe des parlers gallo-italiques. Ils ne font pas partie des dialectes lucaniens qui les entourent et les ont fortement influencés.
Ils sont, au sein de la famille des langues romanes, intermédiaires entre les groupes gallo-roman et italo-roman. Ils constituent des enclaves linguistiques entourées de dialectes méridionaux et fortement influencés par ceux-ci (« napolitain » au sens large du terme).
Le premier noyau linguistique se trouve sur les hauteurs du golfe de Policastro (Trecchina, Rivello, Nemoli avec des zones découvertes plus récemment dans les dialectes de Tortorella et de Casaletto Spartano dans la province de Salerne ; le second est situé sur la ligne de partage des eaux, sur l'axe Naples-Salerne-Tarente (dialectes de Picerno, Tito, Pignola, Vaglio et de la ville de Potenza avec des traces également à Ruoti, Bella, Avigliano, Cancellara e Trivigno). C'est le philologue Gerhard Rohlfs qui les découvre en 1931.

## Historique
Ces parlers gallo-italiques ont été formés avec l'arrivée en Basilicate des soldats et colons piémontais, de la région du Montferrat pour l'essentiel, juste après la conquête normande de l'Italie du Sud sur les Byzantins et les Sarrasins, par les mercernaires de la famille normande des Hauteville, dont le comte Roger de Hauteville.